# Antonin Nompar de Caumont
Pour les autres membres de la famille, voir Maison de Caumont.
Antonin Nompar de Caumont, premier duc de Lauzun (1692), marquis de Puyguilhem, comte de Saint-Fargeau, né en mai 1633 à Lauzun (Lot-et-Garonne) et mort le 19 novembre 1723, est un militaire, gentilhomme et courtisan français du XVIIe siècle. Il est capitaine des gardes du corps du Roi et colonel général.
Il est connu pendant longtemps sous le surnom de Puyguilhem (ou Péguilin, prononciation à la Cour de France), puis à partir de 1692 sous celui de Lauzun. 
Il était également l'époux morganatique de la petite-fille de France Anne-Marie-Louise d'Orléans, dite la Grande Mademoiselle, cousine de Louis XIV et petite-fille d'Henri IV.

## Biographie
Il est le fils de Gabriel Nompar de Caumont, comte de Lauzun et de Charlotte de Caumont La Force, fille d’Henri-Nompar de Caumont, duc de La Force.
Durant l'hiver 1647, il est envoyé par son père à Paris. Il est alors âgé de 14 ans. Il vient à la cour, dit Saint-Simon, « sans aucun bien, cadet de Gascogne fort jeune ». Un cousin germain de son père, le maréchal de Gramont, l'élève avec ses propres enfants. Il le fait entrer vers ses 15 ans dans une académie. 
Il devient rapidement le favori de Louis XIV, qui l’a remarqué chez la comtesse de Soissons pour sa liberté d’esprit et son insolence et le nomme successivement gouverneur du Berry, maréchal de camp et colonel général des dragons. Établi à la cour galante, les méchantes langues affirment qu’il entretient une liaison avec sa cousine Catherine Charlotte de Gramont, épouse de Louis Ier de Monaco. Capitaine au régiment de Gramont, Turenne le fait nommer colonel-lieutenant du régiment de dragons étrangers du roi à partir du 23 janvier 1658 puis capitaine de la première compagnie des Gentilshommes ordinaires de la Maison du Roi au bec de corbin. En 1669, le Roi promet à Lauzun la charge de grand maître de l’artillerie de France et lui demande de tenir cette promesse secrète jusqu'au moment où lui, le monarque, décidera de la rendre publique. Mais Lauzun a la maladresse de se vanter de cette promesse. Louis XIV la révoque, reprochant à Lauzun d'avoir manqué à sa parole de tenir le secret. Selon les Mémoires du duc de Saint-Simon, Lauzun soupçonnant que ce manquement à la parole donnée n'a été pour Louis XIV qu'un prétexte pour justifier son revirement et que d'autres motifs plus importants  — et qu'il ignore —  en sont la vraie raison, il a l’audace inconcevable de se glisser sous le lit de madame de Montespan et du roi pour tenter de surprendre leur conversation dans l'intimité et tenter de découvrir ainsi la vérité. Lauzun comprend que madame de Montespan, qu'il croyait son amie et son soutien auprès du roi, l’a trahi. Quelques jours après cette révélation, la croisant dans un couloir de Versailles entourée de ses dames de compagnie, il s'approche d'elle, lui fait de grands sourires bienveillants puis, approchant sa bouche de l'oreille de la favorite comme s'il allait lui chuchoter des paroles amicales, il la traite de « pute à chien ».  Madame de Montespan, estomaquée, muette, livide, manque faire un malaise, mais ne révèle rien à ses suivantes de l'insulte que Lauzun vient de lui lâcher. Cependant, elle s'en confie le soir même à Louis XIV qui convoque Lauzun dès le lendemain. Malgré les reproches justifiés du roi, Lauzun, au lieu d'adopter une attitude de regret de s'être ainsi laissé emporter, se montre au contraire insolent envers le monarque, lui reprochant une nouvelle fois de ne pas lui avoir donné la charge de grand maître de l'artillerie. Le ton monte alors et s’ensuit une scène épouvantable où Lauzun brise son épée devant le roi qui jette alors sa canne par la fenêtre pour, dit-il, « ne pas avoir à frapper un gentilhomme ». Cet épisode vaut à Lauzun de séjourner quelques jours à la Bastille. De retour à la cour, il retrouve la faveur du roi qui le nomme capitaine de la première compagnie des gardes du corps du roi. Créé lieutenant-général des armées en 1670, il commande l’armée qui accompagne le roi en Flandre.
Séducteur invétéré, connu sous le surnom de Puyguilhem (ou Péguilin, prononciation à la Cour de France), Lauzun accumule les conquêtes féminines. Mlle de Montpensier (la Grande Mademoiselle, cousine du roi) le demande en mariage. Louis XIV y consent mais, sans doute sur les représentations de la reine Marie-Thérèse et des princes du sang, se ravise après trois jours (1670).
Peu après, le 25 novembre 1671, Lauzun est arrêté dans sa chambre du château de Saint-Germain sur ordre du roi par M. de Rochefort, capitaine des gardes du corps de service, accompagné par Louis de Forbin, major-général des compagnies de gardes du corps. Les historiens ne sont pas certains des raisons de son arrestation : soit parce qu’il avait épousé secrètement Mlle de Montpensier, soit sur l’intervention de Mme de Montespan sur qui il avait tenu des propos outrageants. Un autre historien, Jean-Christian Petitfils (citant l'historien américain Paul Sonnino), avance une autre raison possible (mais pas incompatible avec celles déjà énoncées) : il aurait (par vengeance ?) renseigné les Hollandais sur les velléités de guerre de Louis XIV en Flandres. Il est alors conduit et emprisonné à Pignerol par d’Artagnan escorté de cent mousquetaires. Là, il retrouve Nicolas Fouquet, sous la garde de Bénigne Dauvergne de Saint-Mars. Il y demeure jusqu’en 1681. Mlle de Montpensier obtient sa libération contre la promesse de céder au duc du Maine, bâtard légitimé de Louis XIV, le comté d’Eu et la principauté de Dombes. Il est probable que les deux amants se marièrent, mais ils se séparèrent dès 1684.
Après la Glorieuse Révolution anglaise de 1688, c’est à Lauzun qu’incombe la mission de ramener à Saint-Germain-en-Laye la famille du roi Jacques II Stuart, qui le fait chevalier de l'illustre ordre de la Jarretière. En 1689-1690, il commande l’infructueuse expédition d’Irlande qui tenta de le rétablir sur son trône. Il retrouve la Cour de France qui s’est rigidifiée et est logé au château de Versailles.

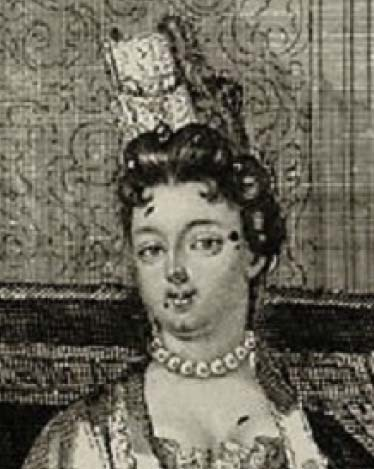
Geneviève-Marie de Durfort.

En 1692, il est nommé duc de Lauzun. Trois ans après, en 1695, âgé de 63 ans, il épouse une belle-sœur du duc de Saint-Simon, Geneviève-Marie de Durfort dite « Mlle de Quintin », fille du duc de Lorge et nièce de Jacques Henri de Durfort duc de Duras, âgée de 15 ans. Ils vivent notamment d'une propriété située dans le village de Passy, plus tard connue sous le nom d'hôtel de Lamballe.
Il s’éteint à 91 ans, sans descendance, le 19 novembre 1723.

## Présence dans la littérature
Le duc de Saint-Simon, qui fut son beau-frère, lui consacre d'importants passages dans ses Mémoires et dresse de lui un portrait sans concessions, parfois cruel, mais néanmoins admiratif sur l'orgueil et le culot du personnage et sur sa vie pleine de péripéties (« Sa vie est un roman » écrit-il en reprenant ce qu'en avait déjà dit La Bruyère). Les Éditions de L'Herne ont publié un volume regroupant les passages des Mémoires consacrés à Lauzun (voir bibliographie).
Mme de Sévigné le cite dans sa Correspondance, notamment en 1670-1671 au moment de son mariage manqué avec Mademoiselle (Lettre à Coulanges du 15 décembre 1670) et surtout lors de son arrestation en décembre 1671 : « Mais que dites-vous de M. de Lauzun ? Vous souvient-il quelle sorte de bruit il faisait il y a un an ? Qui nous eût dit : « Dans un an il sera prisonnier », l'eussions-nous cru ? « Vanité des vanités ! et tout est vanité » ».
Le duc de Lauzun aurait inspiré La Bruyère dans son portrait de Straton, incarnant, comme Lauzun, la splendeur et la misère des courtisans.  
Jules Barbey d’Aurevilly lui accorde les dernières pages de son essai Du dandysme et de George Brummell, et le cite comme « un dandy d’avant les dandies », et relate sa relation avec Mlle de Montpensier, en analysant ses Mémoires.
Paul Morand lui consacre le dernier chapitre de sa biographie sur Fouquet (Une peste de cour).  Il y apparaît comme un lutin virevoltant sorti d’un conduit de cheminée. Lauzun, compagnon d’infortune de Fouquet à Pignerol, le rejoint chaque nuit dans sa cellule à partir de 1671 et lui apprend la vie à Versailles après son départ.
Sous le nom de Péguilin de Lauzun, il est un ami proche de l'héroïne du roman Angélique marquise des anges d'Anne et Serge Golon.

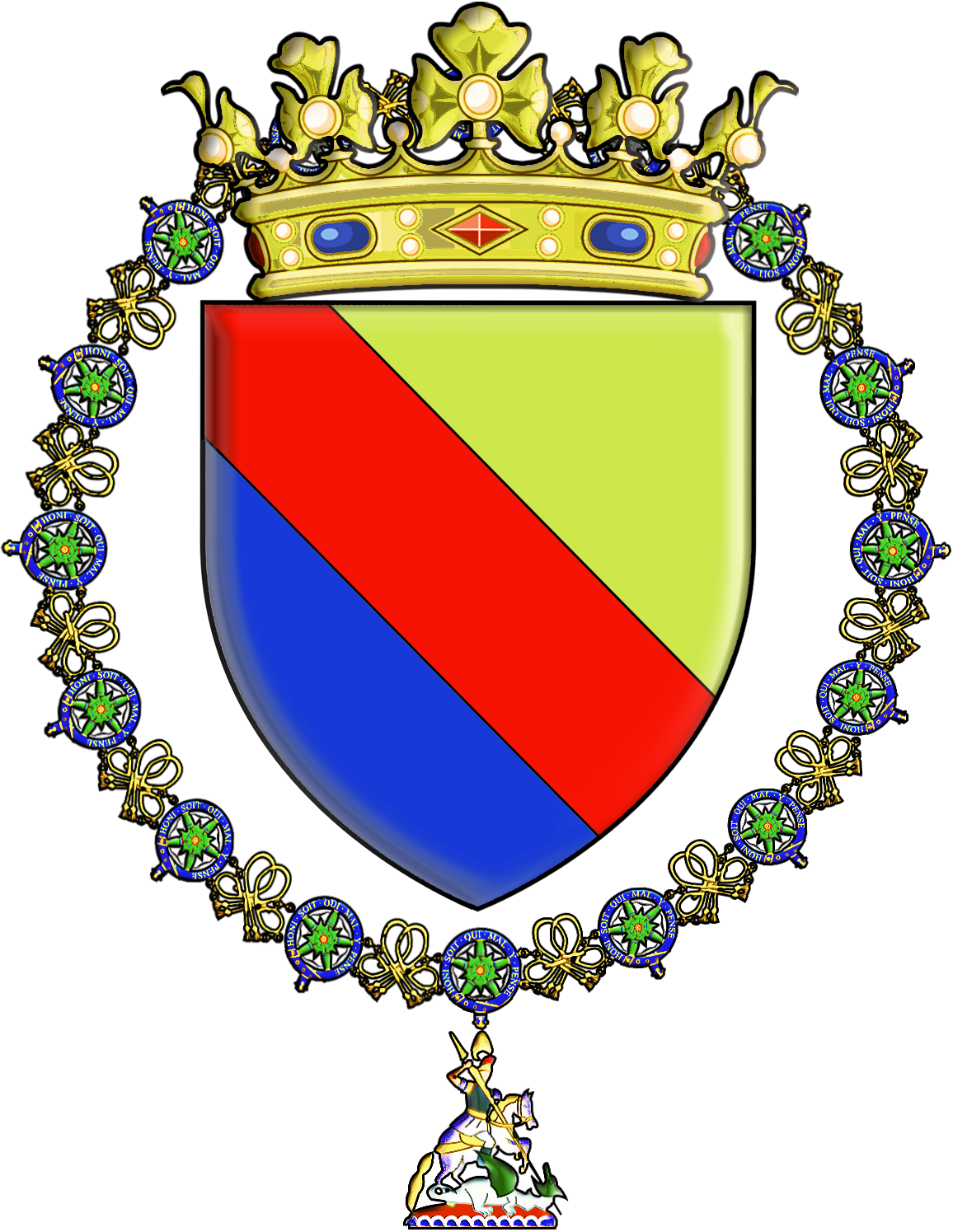
Armes du duc de Lauzun.

Juliette Benzoni en a fait un personnage d'importance dans sa trilogie Secret d'État, dans laquelle il incarne un ami proche de l'héroïne, Sylvie de Valaines, duchesse de Fontsomme.

## Armoiries
La branche - éteinte - de la maison de Caumont dont il est issu portait : Tiercé en bande, d'or, de gueules, et d'azur.
Quant à la branche - subsistante - de la maison de Caumont, ducs de La Force, elle porte : D'azur, à trois léopards d'or, armés, couronnés et lampassés de gueules.